# Tydides
Tydides is een geslacht van wantsen uit de familie van de Reduviidae (Roofwantsen). Het geslacht werd voor het eerst wetenschappelijk beschreven door Kuznetzov in 1975.

## Soorten
Het genus bevat de volgende soorten:

- Tydides imitator Lent, 1955
- Tydides obscurus Lent, 1955
- Tydides quatuor Lent & Jurberg, 1967
- Tydides rufus (Serville, 1831)
- Tydides ulter Kuznetzov, 1975